# Jarosław Perszko
Jarosław Perszko (ur. 10 sierpnia 1962 w Hajnówce) – artysta rzeźbiarz, autor instalacji i działań performance, prorektor Politechniki Białostockiej. Zamieszkały w Hajnówce.

## Życiorys
Urodził się i wychował w Hajnówce. Ukończył tam I Liceum Ogólnokształcące im. Marii Curie-Skłodowskiej. Jest absolwentem Wydziału Sztuk Pięknych Uniwersytetu im. Mikołaja Kopernika w Toruniu. W 1989 obronił dyplom z wyróżnieniem w Pracowni Rzeźby prof. Hanny Brzuszkiewicz. W latach 1989–1990 był asystentem prof. Adolfa Ryszki w Zakładzie Rzeźby UMK w Toruniu.
Od 1997 pracownik naukowo-dydaktyczny w Zakładzie Rysunku, Malarstwa i Rzeźby Wydziału Architektury Politechniki Białostockiej. Od 2002 adiunkt w Katedrze Architektury Wnętrz tamże.
Od 2001 jest inicjatorem, współzałożycielem i prezesem międzynarodowego stowarzyszenia „ARTYŚCI W NATURZE”. W latach 2001–2002 był kuratorem i uczestnikiem Międzynarodowego Sympozjonu Artystyczno-Programowego „TOPIŁO 2001”, „TOPIŁO-UTOPIA 2002”, „TOPIŁO-UTOPIA 2003”.
W 2001 doktoryzował się w zakresie sztuk pięknych na Wydziale Rzeźby Akademii Sztuk Pięknych w Warszawie na podstawie pracy Żona Lota – ekspozycja prac (promotor: Adam Myjak). W 2008 uzyskał na UMK stopień doktora habilitowanego. Swą rozprawę habilitacyjną, zatytułowaną Proces jako element wartości artystycznej dzieła, poświęcił teoretycznym aspektom swej twórczości.
Na przełomie 2009/2010, z okazji XX-lecia pracy twórczej artysty, opublikowana została monografia Proces-ja/Process-I-On, podsumowująca jego dotychczasowy dorobek.
Prace artysty wielokrotnie wystawiane są na aukcjach charytatywnych, m.in. na rzecz wsparcia Akogo – fundacji Ewy Błaszczyk (Warszawa 2007) czy Wielkiej Orkiestry Świątecznej Pomocy. Artysta zaangażowany jest w działania warsztatowe, odbywane w przestrzeni publicznej przy współpracy z CSW Zamek Ujazdowski.

## Twórczość
W wieloetapowej twórczości Jarosława Perszko naczelny problem stanowi rzeźba jako dynamiczny obiekt. Dzieła artysty z początków twórczości wyrastają z tradycji polskiej rzeźby. W latach 1998–2000 artysta skupiał się na tworzeniu prac przede wszystkim w metalu (brąz, aluminium) i kamieniu (marmur, granit). W pracach tych widoczne były wpływy klasyków rzeźby odlewniczej – Alberto Giacomettiego czy Richarda Serry, a także artystów polskich jak Barbara Zbrożyna i Adolf Ryszka, z którymi oprócz relacji zawodowych, artystę łączyła bliska przyjaźń. Prace Perszko z owego czasu przybierały formy uabstrakcyjnionych figur ludzkich czy elementów krajobrazu (Płaszczyzna, Galeria Manhattan, Łódź, 1998; Cienie, Galeria Marszand, Białystok, 1998).
Po 2000, mimo iż nie odszedł od technik rzeźbiarskich, włączył do swej twórczości elementy eksperymentu z widzem i przestrzenią wystawienniczą. Od tego czasu naczelnym problemem twórczym stała się już nie rzeźba jako finalny produkt, ale proces powstania owej rzeźby i jej funkcjonowanie. Artysta częściowo odchodzi także od tradycyjnych metod odlewniczych, a za materiał twórczy posługują czarny piach odlewniczy, wapno, sól czy woda (Z.P.P i P.S.O.(D.II)- Galeria Arsenał, Białystok, 2002; Papier, smoła, sól- Międzynarodowy Plener Plastyczny „Czartowisko 2003”; Po co po- Galeria „Kaplica” Centrum Rzeźby Polskiej, Orońsko, 2003; Der Katholische Faktor- Galeria Leerer Beutel, Ratyzbona, 2009). W przedmiotach codziennego użytku czy ludzkim ciele dostrzega wartości, które poddane artystycznej transformacji nabierają nowego znaczenia (Dekalog – CRP Orońsko, Żona Lota- Musee des Beaux-Arts de Dole, Francja, 2002).
W uprawianych performancach artysta akcentuje często destrukcję fizycznego przedmiotu, jego kruchość i nietrwałość, odnosząc ten problem do pojęcia czasu w ludzkiej egzystencji. (Po co po- Galeria „Kaplica” Centrum Rzeźby Polskiej, Orońsko, 2003; to be- Dziga Gallery, Lwów, Ukraina, 2004). Zagadnienie procesu twórczego w przypadku Jarosława Perszko zawsze ściśle wiąże się z metaforycznym i filozoficznym problemem przemijalności, nietrwałości, syntezy materii i ducha. Cennie definiuje ową praktykę Eulalia Domanowska, kuratorka jednej z wystaw artysty (Pejzaż – Galeria XX1, Warszawa), pisząc: „Jarosław Perszko tworzy prace nasycone tajemnicą, metafizyką. Akt twórczy, którego zapisem jest materialna forma rzeźby wynika u niego z filozofii artysty, traktującego uprawianą sztukę, jako nieustanne źródło poznania.”.
Prace Jarosława Perszko znajdują się w zbiorach Muzeum Narodowego w Szczecinie, Centrum Sztuki Współczesnej w Zamku Ujazdowskim, CRP Orońsko,
Mazowieckim Centrum Sztuki Współczesnej w Radomiu oraz zbiorach prywatnych we Francji, Szwecji, Stanach Zjednoczonych i Polski.

## Wystawy indywidualne i problemowe
- 1998 Płaszczyzna, Galeria Manhattan, Łódź
- 1998 Cienie, Galeria Marszand, Białystok
- 2000 Biały, Galeria Arsenał, Białystok
- 2001 Upadek miarą siły, X Wystawa Wielkanocna, Muzeum Etnograficzne, Toruń
- 2001 Żona Lota, Galeria Marszand, Białystok
- 2002 Rzeźba-performance, Galeria Pod Arkadami, Łomża
- 2002 Dekalog, Centrum Rzeźby Polskiej, Orońsko
- 2002 Z.P.P. i w P.S.O.(D. II), Galeria Arsenał, Białystok
- 2002 Żona Lota II, Forges de Champagnole, Musee des Beaux-Arts de Dole (Francja)
- 2002 10 szt., Invitation on voyage, Galeria prywatna, Chaussenans (Francja)
- 2003 Żona Lota II, Le Gymnase Espace Culturel, Besançon (Francja)
- 2003 po co po, Galeria ≪Kaplica≫, Centrum Rzeźby Polskiej, Orońsko
- 2003 przez, Muzeum Rzeźby Alfonsa Karnego, Białystok
- 2003 Papier, Galerie Bourge de Sirod, Francja
- Quelle, Ratyzbona, 2009
- 2003 Papier, smoła, sól, Międzynarodowy Plener Plastyczny „Czartowisko 2003”, Czartoria
- 2003 Żona Lota II, ALLIGES, Lons-le-Saunier, Francja
- 2004 Schi-bu-i, Centrum Sztuki i Techniki Japońskiej „Manggha”, Kraków
- 2004 to be, Dziga Gallery, Lwów, Ukraina
- 2004 W kotłowni, PEC, Hajnówka
- 2005 B. T., School of Arts, Instituto Politecnico de Castelo Branco, Portugalia
- 2005 ...from ten, Galeria 261, ASP Łódź
- 2005 zbierać kamienie, Festiwal Sztuki Współczesnej, ZOOO 2005, Lwów
- 2005 ...from ten, Galerie Bourge de Sirod, Francja
- 2006 Los, Podziemia Kościoła Pokamedulskiego, Bielany, Warszawa
- 2006 B. T.. Wydział Architektury PB, Białystok
- 2006 Miejsce, Galeria Arsenał, Białystok
- 2006 Dekalog III, BDK, Bielsk Podlaski
- 2006 W ramie i poza ramą, CSW Zamek Ujazdowski, Warszawa
- 2006 Bailly-Cowell i Perszko w fabryce, Zakłady Maszynowe HAMECH, Hajnówka
- 2007 ...from ten, Frigo Arte Centre, Paryż
- 2007 Relacje obiektu w przestrzeni,V Podlaski Festiwal Nauki i Sztuki, WA PB, Białystok
- 2007 Mała wielka forma, Międzynarodowy Festiwal Sztuki Współczesnej – Experyment, Zbąszyń
- 2007 6 z 7/1, Międzynarodowy Sympozjon Artystyczny – Aliaż, Hajnówka
- 2007 Mała wielka forma, Galeria Dzyga, Lwów
- 2008 ...from ten, Wydział Sztuk Pięknych, UMK, Toruń
- 2008 Kartki i Torby, Galeria 2B+R, Warszawa
- 2008 Brzmienie Pustki, Festiwal Sztuki Współczesnej, Lwów, Ukraina
- 2008 Siedem cudów, Invitation on voyage, Etival, Francja
- 2008 Pomiędzy, Podziemia Kościoła Pokamedulskiego, Bielany, Warszawa
- 2009 kilogram masła, Galeria Pokaz, Warszawa
- 2009 schi-bu-i, Galeria Kaplica, CRP, Orońsko
- 2009 Puste i pełne, Galeria Rogatka, Radom
- 2009 Niebieski i Żółty, Tydzień Sztuki Współczesnej, Lwów
- 2009 Miejsce, Galeria Cysterna, CSW Zamek Ujazdowski, Warszawa
- 2009 Dekalog, Muzeum Sztuki Współczesnej, o. Muzeum Narodowego w Szczecinie
- 2010 Pejzaż, Galeria XX1, Warszawa
- 2010 w pół drogi, Galeria Rotunda, ASP Poznań
- 2010 Wymiar, Muzeum Idei, Lwów

## Wystawy zbiorowe
- 2002 INTEGRART 2001 Dom Artysty Plastyka, Warszawa,
- 2003 Czartowisko 2003, Galeria Alisar, Warszawa,
- 2003 Topiło Utopia 2003, Topiło
- 2005 Wśród Przyjaciół, Galeria-Pracownia, Emilii Plater 14, Warszawa,
- 2005 Topiło Utopia 20200501-2005, Muzeum Kultury Białoruskiej, Hajnówka
- 2007 Chusta św. Weroniki, Podziemia Kościoła Pokamedulskiego, Uniwersytet Stefana Kardynała Wyszyńskiego w Warszawie
- 2008 6 z 7/1, Międzynarodowy Sympozjon Artystyczny – Aliaż, Hajnówka
- 2008 pod ochroną parasola, LET CSW Zamek Ujazdowski, Pole Mokotowskie, Warszawa
- 2008 ...to plane, Festiwal Krótkich Form 4’’61’, VI Podlaski Festiwal Nauki Sztuki, Politechnika Białostocka, Białystok
- 2009 Der Katolische Faktor in der zeitgenössischen Kunst aus Polen und Deutschland, Historische Musseum, Regensburg, Niemcy
- 2009 energia pola, Pole Mokotowskie, CSW Zamek Ujazdowski, Warszawa
- 2009 kilogram masła, Ikony Zwycięstwa, Centrum Humboldta, Berlin
- 2009 Zapomniane pokoje, Bałtycka Galeria Sztuki, Ustka
- 2010 Piękne kłamstwa, Galeria XX1, Biblioteka Uniwersytecka w Warszawie
- 2010 Dotyk człowieka, Ambasada Niemiec, Warszawa

## Nagrody i wyróżnienia
- Rezydent międzynarodowego sympozjonu realizacyjnego Alliages 2002, Champagnole (Francja)
- Nagroda Marszałka Województwa Podlaskiego w dziedzinie twórczości artystycznej za sezon 2001/2002. Białystok, 2002
- Nagroda-Srebrna Stopka, Międzynarodowy Sympozjon Artystyczny, Czartoria 2003
- Odznaka honorowa Zasłużony dla Kultury Polskiej, Minister Kultury i Dziedzictwa Narodowego, Warszawa 2006[5]
- Srebrny Medal „Zasłużony Kulturze Gloria Artis”, 2019[6]